# Kielichowiec zachodni
Kielichowiec zachodni (Calycanthus occidentalis Hook. & Arn.) – gatunek rośliny z rodziny kielichowcowatych (Calycanthaceae Lindl.). Występuje naturalnie w zachodnich Stanach Zjednoczonych – w Kalifornii oraz stanie Waszyngton. Jest rzadko uprawiany, zwykle tylko w kolekcjach. 

## Morfologia
PokrójZimozielony krzew dorastający do 4–5 m wysokości. Gałęzie są owłosione, czasami czworokątne w przekroju poprzecznym. Pączki są widoczne (u pozostałych kielichowców ukryte są przez ogonki liściowe).
LiścieMają kształt od owalnie lancetowatego do owalnie eliptycznego. Mierzą 5–15 (czasem do 20) cm długości oraz 2–8 cm szerokości. Blaszka liściowa ma zaokrągloną nasadę (czasem lekko sercowatą) i tępy wierzchołek. Liście z wierzchu są ciemnozielone i bardzo szorstkie, od spodu są gładkie i błyszczące. Ogonek liściowy jest nieco owłosiony lub nagi i ma 5–10 mm długości.
KwiatyObupłciowe, pojedyncze, o średnicy 5–7 cm, wydzielają zapach określany jako przypominający ocet lub wino. Listki okwiatu mają kształt od równowąsko łyżeczkowatego do owalnie eliptycznego i barwę od kasztanowej do ciemnoczerwonej (najbardziej wewnętrzne są białe), dorastają do 2–6 cm długości oraz 0,5–1 cm szerokości. Na końcach listki okwiatu zwykle zasychają. Hypancjum jest dzwonkowate do jajowato-dzwonkowatego, ma 2–4 cm długości i 1–2 cm średnicy. Pręcików jest 10-15.
OwoceOwłosione, podłużne niełupki o brązowoczarniawej barwie. Mają kształt dzwonkowaty, w przeciwieństwie do owoców kielichowca wonnego – nie zwężają się.

## Biologia i ekologia
Rośnie na brzegach strumieni oraz w mokrych wąwozach. Występuje na wysokości od 200 do 1600 m n.p.m. Najlepiej rośnie na stanowiskach w cieniu. Preferuje podłoże o odczynie od 5,0 do 8,0 w skali pH. Jest tolerancyjny dla gleb piaszczystych i gliniastych. Występuje od 7 do 10 strefy mrozoodporności. Opisywany jest jako najbardziej wrażliwy na mrozy spośród kielichowców, chociaż odrasta bujnie po ścięciu. Kwitnie od maja do lipca, natomiast owoce dojrzewają od sierpnia do września. Kwiaty są zapylane przez chrząszcze z rodziny łyszczynkowatych (Nitidulidae).
Środowisko naturalne najczęściej dzieli z takimi gatunkami jak: karpenteria kalifornijska Carpenteria californica, Vitis californica, Umbellularia californica i Zauschneria californica oraz przedstawicielami turzycowatych czy sitowatych.
Kielichowiec zachodni zawiera kalikantynę – alkaloid podobny do strychniny, który jest toksyczny dla ludzi i zwierząt.

## Zastosowanie
Wywar ze świeżej lub suszonej kory stosuje się w leczeniu bólu gardła, przeziębienia oraz ciężkich schorzeń żołądka. Rzadko jest uprawiany ponieważ opisywany jest jako mało dekoracyjny, słabo kwitnący, krótkowieczny. Poza naturalnymi stanowiskami spotykany jest tylko w kolekcjach.